# مغامرات أوكتيابرينا
مغامرات أوكتيابرينا ( الروسية: Похождения Октябрины، رومنة: Pokhozhdeniya Oktyabriny) هو فيلم صامت سوفيتي/روسي، أنتج عام 1924، وهو كوميديا غريبة، من إخراج جريجوري كوزينتسيف وليونيد تراوبيرج. هذا الفيلم من الأفلام المفقودة، حيث يُعتقد أنه والعديد من الأفلام الروسية المبكرة الأخرى قد دُمرت في حريق استوديو عام 1925.

## الملخص
تطرد أوكتيابرينا، وهي فتاة عضو في كمسمول ومدير مبنى شخص من "النيبمان" إلى سطح المبنى بسبب عدم سداد الإيجار بشكل مستمر. هناك يفتح رجل النيبمان زجاجة بيرة، يخرج منها جني أطلق عليه اسم "كوليدج كيرزونوفيتش بوانكاريه ". اختُرع هذا الاسم ليكون تجسيدًا للشر، وهو مخترع من أسماء السياسيين المناهضين للسوفييت في ذلك الوقت، والذين انتُقدوا روتينياً في الصحافة السوفييتية. يتآمر رجل النيبمان والجني معًا لسرقة بنك جوسبانك، لكن أوكتيابرينا تردعهما بمساعدة زملائها من أعضاء كمسمول وعجائب الهندسة في ذلك الوقت.

## الممثلون
- زينايدا تاراخوفسكايا – أوكتيابرينا
- يفغيني كوميكو – نيبمان
- سيرجي مارتينسون – كوليدج كيرزونوفيتش بوانكاريه
- أنطونيو تسيريب – مُعلن
- فيودور كنوري – عضو في MOPR
- يفغيني كياكشت – البابا
- نيكولاي بويارتشيكوف – عامل نظافة

## روابط خارجية
- مغامرات أوكتيابرينا  في قاعدة بيانات الأفلام على الإنترنت (بالإنجليزية)